# الحمقى (رواية)
الحمقى هي رواية للأطفال من تأليف روالد دال ورسمكوينتن بليك تمت كتابة الرواية في 1979 ونشرت في 1980 وفي 2007 تم عمل مسرحية مقتبسة من الرواية.